# 기원전 43년

## 연호
- 전한(前漢) 영광(永光) 원년

## 기년
- 전한(前漢) 원제(元帝) 6년
- 신라(新羅) 혁거세 거서간(赫居世居西干) 15년

## 사건
- 로마에서 제2차 삼두정치가 시작되다.

## 탄생
- 3월 20일 - 로마 시인 오비디우스

## 사망
- 12월 7일 - 로마의 웅변가 키케로.